# جودي لين
جودي لين (بالإنجليزية: Judy Lynn)‏ هي متسابقة ملكة الجمال ومغنية وكاتبة غنائية أمريكية، ولدت في 16 أبريل 1936 في بويسي في الولايات المتحدة، وتوفيت في 26 مايو 2010 في جيفرسونفيلي في الولايات المتحدة بسبب قصور القلب.

## وصلات خارجية
- جودي لين على موقع IMDb (الإنجليزية)
- جودي لين على موقع ميوزك برينز (الإنجليزية)
- جودي لين على موقع ديسكوغز (الإنجليزية)
- جودي لين على موقع قاعدة بيانات الفيلم (الإنجليزية)